# Natação no Campeonato Mundial de Esportes Aquáticos de 2015 - 200 m borboleta feminino

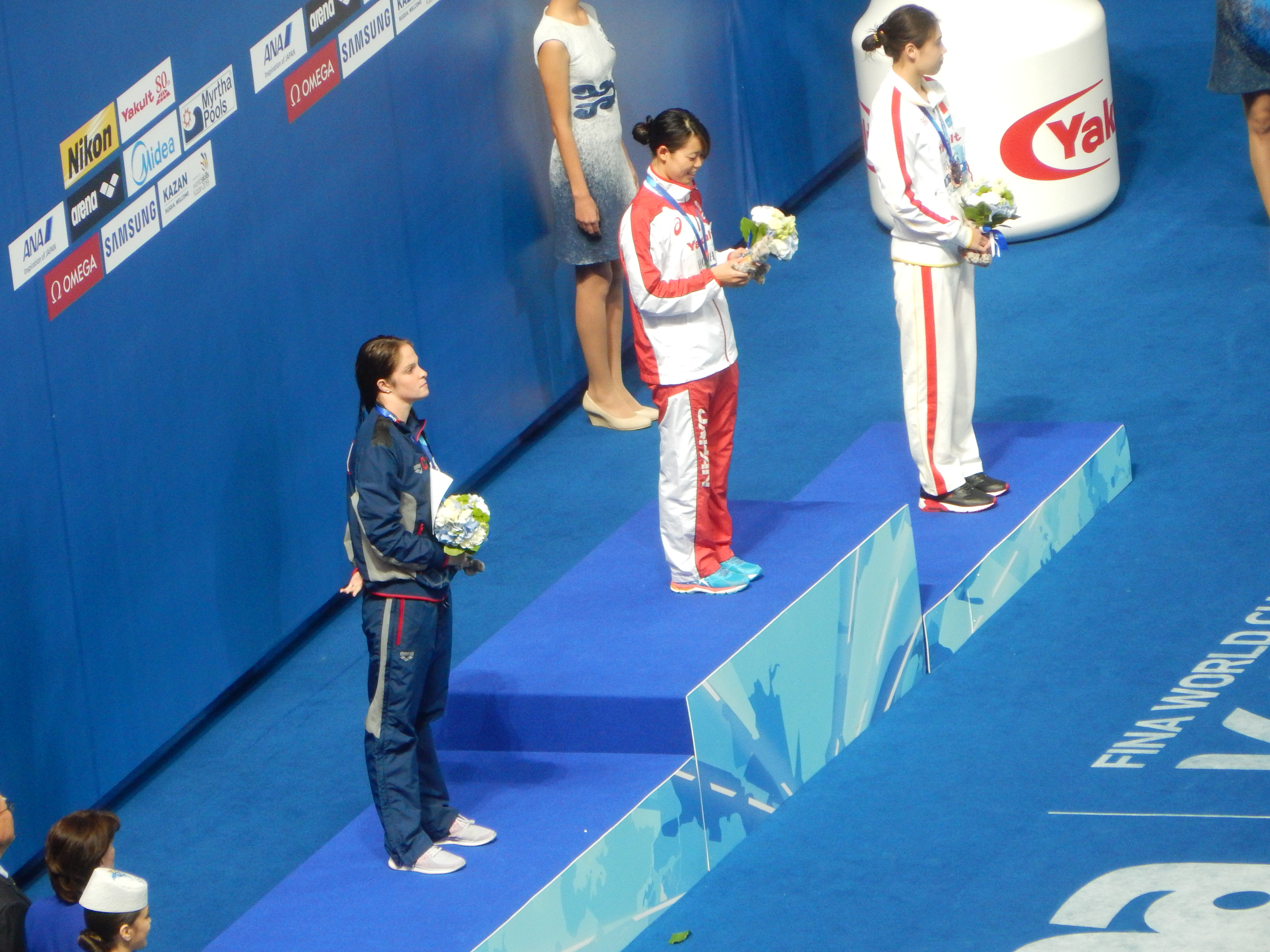
Cerimónia de atribuição de medalhas às vencedoras dos 200 metros mariposa femininos, no Mundial de Desportes Aquáticos de Cazã (2015)

A prova dos 200 metros borboleta feminino da natação no Campeonato Mundial de Esportes Aquáticos de 2015 ocorreu nos dias 5 de agosto e 6 de agosto em Cazã na Rússia. 

## Recordes
Antes desta competição, os recordes mundiais e do campeonato nesta prova eram os seguintes:
| Tipo                  | Atleta            | Tempo   | Local | Data                  |
| --------------------- | ----------------- | ------- | ----- | --------------------- |
|                       | Liu Zige          | 2:01.81 | Jinan | 21 de outubro de 2009 |
| Recorde do campeonato | Jessicah Schipper | 2:03.41 | Roma  | 30 de julho de 2009   |

## Medalhistas
| Ouro                | Prata               | Bronze            |
| Natsumi Hoshi (JPN) | Cammile Adams (USA) | Zhang Yufei (CHN) |

## Resultados

### Eliminatórias
Esses foram os resultados das eliminatórias.
| Pos. | Bateria | Raia | Nadadora               | Nacionalidade  | Tempo   | Notas  |
| ---- | ------- | ---- | ---------------------- | -------------- | ------- | ------ |
| 1    | 4       | 2    | Zhang Yufei            | China          | 2:06.92 | Q, WJR |
| 2    | 4       | 3    | Katie McLaughlin       | Estados Unidos | 2:07.32 | Q      |
| 3    | 2       | 4    | Liliána Szilágyi       | Hungria        | 2:07.46 | Q      |
| 4    | 4       | 5    | Cammile Adams          | Estados Unidos | 2:07.96 | Q      |
| 5    | 3       | 5    | Natsumi Hoshi          | Japão          | 2:07.97 | Q      |
| 6    | 3       | 3    | Katinka Hosszú         | Hungria        | 2:08.07 | Q      |
| 7    | 4       | 4    | Franziska Hentke       | Alemanha       | 2:08.31 | Q      |
| 8    | 3       | 7    | Lara Grangeon          | França         | 2:08.54 | Q      |
| 9    | 3       | 4    | Madeline Groves        | Austrália      | 2:08.65 | Q      |
| 10   | 2       | 6    | Zhou Yilin             | China          | 2:08.76 | Q      |
| 11   | 4       | 6    | Audrey Lacroix         | Canadá         | 2:08.79 | Q      |
| 12   | 2       | 3    | Brianna Throssell      | Austrália      | 2:09.16 | Q      |
| 13   | 4       | 7    | Hannah Miley           | Reino Unido    | 2:09.44 | Q      |
| 14   | 3       | 6    | Park Jin-young         | Coreia do Sul  | 2:09.62 | Q      |
| 15   | 3       | 8    | Anja Klinar            | Eslovênia      | 2:09.70 | Q      |
| 16   | 2       | 7    | Joanna Maranhão        | Brasil         | 2:09.77 | Q      |
| 17   | 3       | 2    | Martina van Berkel     | Suíça          | 2:09.88 |        |
| 18   | 2       | 5    | Judit Ignacio Sorribes | Espanha        | 2:09.93 |        |
| 19   | 3       | 1    | Aimee Willmott         | Reino Unido    | 2:10.07 |        |
| 20   | 2       | 1    | Park Soo-jin           | Coreia do Sul  | 2:11.07 |        |
| 21   | 4       | 1    | Andreina Pinto         | Venezuela      | 2:11.14 |        |
| 22   | 2       | 2    | Alessia Polieri        | Itália         | 2:11.30 |        |
| 23   | 1       | 5    | Valerie Gruest         | Guatemala      | 2:12.82 |        |
| 24   | 4       | 8    | Ana Monteiro           | Portugal       | 2:12.87 |        |
| 25   | 3       | 0    | Barbora Závadová       | Chéquia        | 2:12.89 |        |
| 26   | 3       | 9    | Anna Ntountounaki      | Grécia         | 2:13.69 |        |
| 27   | 2       | 0    | Virginia Bardach       | Argentina      | 2:13.76 |        |
| 28   | 2       | 9    | Ida Marko-Varga        | Suécia         | 2:14.89 |        |
| 29   | 1       | 4    | Quah Ting Wen          | Singapura      | 2:14.93 |        |
| 30   | 4       | 9    | Claudia Hufnagl        | Áustria        | 2:15.16 |        |
| 31   | 1       | 2    | Monalisa Lorenza       | Indonésia      | 2:15.76 |        |
| 32   | 1       | 3    | Jessica Camposano      | Colômbia       | 2:16.40 |        |
| 33   | 1       | 1    | Estefania Urzúa        | Chile          | 2:19.12 |        |
| 34   | 1       | 6    | Sutasinee Pankaew      | Tailândia      | 2:19.54 |        |
| 35   | 4       | 0    | Sharo Rodríguez        | México         | 2:19.60 |        |
| 36   | 1       | 7    | María Far Núñez        | Panamá         | 2:19.65 |        |
| 37   | 2       | 8    | Laura Arroyo           | México         | 2:20.04 |        |
| 38   | 1       | 8    | Noel Borshi            | Albânia        | 2:20.28 |        |
| 39   | 1       | 0    | Alsu Bayramova         | Azerbaijão     | 2:26.27 |        |

### Semifinal
Esses foram os resultados das semifinais.
Semifinal 1
| Pos. | Raia | Nadadora          | Nacionalidade  | Tempo   | Notas |
| ---- | ---- | ----------------- | -------------- | ------- | ----- |
| 1    | 4    | Katie McLaughlin  | Estados Unidos | 2:07.52 | Q     |
| 2    | 5    | Cammile Adams     | Estados Unidos | 2:07.57 | Q     |
| 2    | 7    | Brianna Throssell | Austrália      | 2:07.57 | Q     |
| 4    | 2    | Zhou Yilin        | China          | 2:07.69 | Q     |
| 5    | 6    | Lara Grangeon     | França         | 2:08.67 |       |
| 6    | 3    | Katinka Hosszú    | Hungria        | 2:08.91 |       |
| 7    | 1    | Park Jin-young    | Coreia do Sul  | 2:09.21 |       |
| 8    | 8    | Joanna Maranhão   | Brasil         | 2:09.69 |       |

Semifinal 2
| Pos. | Raia | Nadadora         | Nacionalidade | Tempo   | Notas |
| ---- | ---- | ---------------- | ------------- | ------- | ----- |
| 1    | 3    | Natsumi Hoshi    | Japão         | 2:06.36 | Q     |
| 2    | 6    | Franziska Hentke | Alemanha      | 2:06.64 | Q     |
| 3    | 5    | Liliána Szilágyi | Hungria       | 2:07.05 | Q     |
| 4    | 4    | Zhang Yufei      | China         | 2:07.08 | Q     |
| 5    | 2    | Madeline Groves  | Austrália     | 2:08.00 |       |
| 6    | 8    | Anja Klinar      | Eslovênia     | 2:08.52 |       |
| 7    | 7    | Audrey Lacroix   | Canadá        | 2:08.86 |       |
| 8    | 1    | Hannah Miley     | Reino Unido   | 2:09.21 |       |

### Final
Esse foi o resultado da final.
| Pos.              | Raia | Nadadora          | Nacionalidade  | Tempo   | Notas |
| ----------------- | ---- | ----------------- | -------------- | ------- | ----- |
| Medalha de ouro   | 4    | Natsumi Hoshi     | Japão          | 2:05.56 |       |
| Medalha de prata  | 7    | Cammile Adams     | Estados Unidos | 2:06.40 |       |
| Medalha de bronze | 6    | Zhang Yufei       | China          | 2:06.51 | WJR   |
| 4                 | 1    | Brianna Throssell | Austrália      | 2:06.78 |       |
| 4                 | 5    | Franziska Hentke  | Alemanha       | 2:06.78 |       |
| 6                 | 2    | Katie McLaughlin  | Estados Unidos | 2:06.95 |       |
| 7                 | 3    | Liliána Szilágyi  | Hungria        | 2:07.76 |       |
| 8                 | 8    | Zhou Yilin        | China          | 2:10.20 |       |

Legenda
| Recorde mundial       | Recorde mundial (World record)               |                       | Recorde africano                      | Recorde africano (African) |                                           | Q | Classificado por posição (Qualified) |
| Recorde do campeonato | Recorde do campeonato (Championship record)  | Recorde da América    | Recorde da América (Americas)         | q                          | Classificado por melhor tempo (Qualified) |   |                                      |
| Melhor marca do ano   | Melhor marca do ano (World leading)          | Recorde asiático      | Recorde asiático (Asian)              | DNS                        | Não largou (Did not start)                |   |                                      |
| Recorde nacional      | Recorde nacional (National record)           | Recorde europeu       | Recorde europeu (European)            | DNF                        | Não terminou (Did not finish)             |   |                                      |
| Recorde pessoal       | Recorde pessoal do atleta (Personal best)    | Recorde da Oceania    | Recorde da Oceania (Oceania)          | DSQ / DQ                   | Desclassificado (Disqualified)            |   |                                      |
| Recorde da temporada  | Recorde da temporada do atleta (Season best) | Recorde sul-americano | Recorde sul-americano (South America) | NM                         | Sem marca (No mark)                       |   |                                      |